# Lục Sơn
Lục Sơn là một xã thuộc tỉnh Bắc Ninh, Việt Nam.

## Địa lý
Xã Lục Sơn có vị trí địa lý:
- Phía đông giáp các xã Tuấn Đạo và Tây Yên Tử
- Phía tây giáp xã Trường Sơn
- Phía nam giáp các phường Bình Khê và An Sinh, tỉnh Quảng Ninh
- Phía bắc giáp các xã Nam Dương và Đèo Gia.

Xã Lục Sơn có diện tích 125,98 km², dân số 16.499 người, mật độ dân số đạt 130 người/km².

## Lịch sử
Ngày 16 tháng 6 năm 2025, Ủy ban Thường vụ Quốc hội ban hành Nghị quyết số 1658/NQ-UBTVQH15 của UBTVQH về việc sắp xếp các đơn vị hành chính cấp xã của tỉnh Bắc Ninh năm 2025. Theo đó, sắp xếp toàn bộ diện tích tự nhiên, quy mô dân số của xã Bình Sơn và xã Lục Sơn thành xã mới có tên gọi là xã Lục Sơn.